# Bressols
Bressols település Franciaországban, Tarn-et-Garonne megyében. Lakosainak száma 3883 fő (2022. január 1.). Bressols Montauban, Labastide-Saint-Pierre, Lacourt-Saint-Pierre, Montbartier és Montech községekkel határos.

## Népesség
A település népessége az elmúlt években az alábbi módon változott:
| Lakosok száma | 3634 | 3696 | 3804 | 3697 | 3698 | 3697 | 3700 | 3729 | 3883 |
|               | 2013 | 2015 | 2016 | 2017 | 2018 | 2019 | 2020 | 2021 | 2022 |